# Privatdeckar'n
Privatdeckar'n (engelska: Who Done It?) är en brittisk Ealingkomedi från 1956, inspelad i Ealing Studios och i regi av Basil Dearden.

## Handling
En amatördetektiv (Benny Hill i sin första huvudroll) och hans flickvän försöker fånga ett gäng sabotörer till polisens förtret.

## Rollista i urval
- Benny Hill - Hugo Dill
- Belinda Lee - Frankie Mayne
- David Kossoff - Zacco
- Garry Marsh - DI Hancock
- George Margo - Barakov
- Ernest Thesiger - Sir Walter
- Denis Shaw - Otto Stumpf
- Frederick Schiller - Gruber
- Philip Stainton - Jimmy Maddox
- Charles Hawtrey - discjockey